# عدي بن ربيعة
أَبُو لَيْلَى اَلْمُهَلْهِلُ عَدِيُّ بْنُ رَبِيْعَةَ بْنِ اَلْحَارِثِ اَلتَّغْلِبِيُّ اَلْجُشَمِيُّ (تُوُفِّيَ 94 ق.هـ / 531 م)، شاعرٌ من أبطال العرب في الجاهِليَّة. مِن أهل نَجْد، وهو خال امْرِئِ القيس قيل: لُقِّب مُهَلْهِلًا؛ لأنَّه أول من هَلْهَلَ نَسْجَ الشِّعر، أيْ: رقَّقَه.
وكان مِن أصبح الناس وجهًا، ومِن أفصحهم لسانًا. عَكَفَ في صِباهُ على اللَّهْوِ والتَغَزُّل بالنساء، فسمَّاهُ أخوهُ كُلَيبٌ «زِيرَ النِّساءِ» أيْ: جَلِيسُهُنَّ. ولما قَتَل جَسَّاسُ بْنُ مُرَّةَ كُلَيبًا ثارَ المُهَلهِلُ، فانقطع عن الشراب واللهو، إلىٰ أن يثأر لأخيه، فكانت وقائعُ بَكرٍ وتَغلِبَ، التي دامت سنوات طِوَال، وكانت للمهلهل فيها العجائبُ والأخبارُ الكثيرة.
وكان المهلهلُ القائمَ بحرب البَسوسِ، ورئيسَ تَغلِبَ، فلما كانَ يومُ قِضَّةَ، وهو آخِرُ أيامهم، وكان على تَغلِبَ، أَسَرَ الحارث بن عباد مُهَلهِلًا وهو لا يَعرفُه، فقال له الحارثُ: تَدُلُّني على عَدِيِّ بْنِ رَبِيعَةَ المُهَلْهِلِ وأنتَ آمن؟ فقال له «المُهَلْهِلُ»: إنْ دَلَلْتُكَ على عَدِيٍّ فأنا آمن وَلِيّ دَمِي؟ قال الحارث: نعم، قال: فأنا عَدِيّ، فَجَزَّ ناصِيَتَهُ وَتَرَكَه.
ثم خرج مهلهل فلحق باليمن، فنزل في جنب، فخطب إليه معاوية الخير بن عمرو الجنبي ابنته عبيدة وقيل أخته فمنعهم، فأجبروه على تزويجها. وكان قد كبر وتقدم في السن وضعف حاله فجاءه أجله بعد مدة غير طويلة، ويقال إن عبدين من عبيد اشتراهما «مهلهل» ليغزوا معه، سئما منه، فلما كانا معه بموضع قفر أجمعا على قتله، فقتلاه، وبذلك انتهت حياته، وحياة حرب البسوس.

## اسمه ونسبه

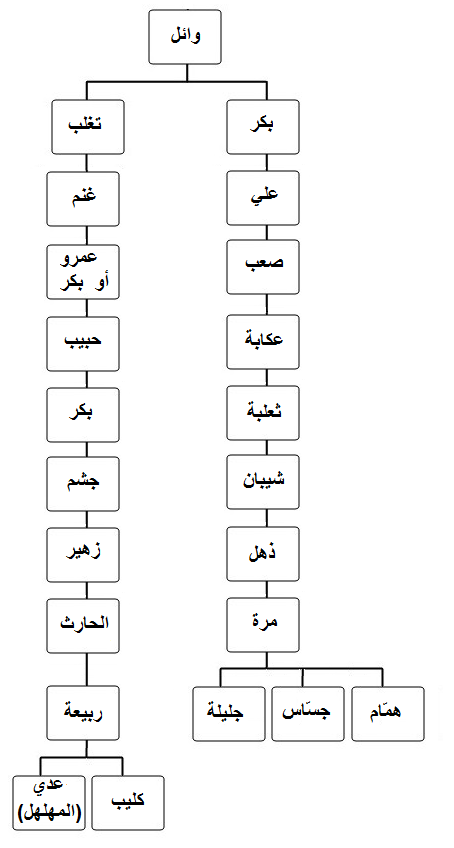
شجرة عائلة الشخصيات الرئيسية في حرب البسوس

- هو: الفارِسُ الشاعرُ البَدَويُّ المُهَلهِلُ عَدِيُّ بْنُ رَبِيعَةَ بْنِ الحارِثِ بْنِ زُهَيْرِ بْنِ جُشَمِ بْنِ بَكْرِ بْنِ حَبِيبِ بْنِ عَمْرِو بْنِ غَنْمِ بْنِ تَغْلِبَ بْنِ وَائِلِ بْنِ قَاسِطِ بْنِ هِنْبِ بْنِ أَفْصَى بْنِ دُعْمِيِّ بْنِ جَدِيلَةَ بْنِ أَسَدِ بْنِ رَبِيعَةَ بْنِ نِزَارِ بْنِ مَعَدِّ بْنِ عَدنانَ.

## ألقابه وكنيته
لقب عدي بن ربيعة بألقاب عديدة من أشهرها:
- الزير

قيل: إن اسمه سالم ولا يعرف لهذا الاسم مصدر والمشهور بين النسابين أن اسمه عدي، قال الأشعري : وأما مهلهل بن ربيعة واسمه عدي كما ذكر في عدة قصائد منها قصيدته الشهيرة وهو في الأسر التي كانت سببا غير مباشر في مقتله والتي قال فيها:
أما تسميته بالزير فقد سماه أخوه كليب (زير النساء) أي جليسهن.
- المهلهل

وقد قيل: لقب مهلهلا لأنه كان يلبس ثياباً مهلهلة، وقيل: لقب بسبب قوله:
كما يقال: إنه لقب مهلهلا لأنه هلهل الشعر أي أرقّه وهو من الشعراء الكذبة لبيت قاله وهو:
قالت فيه ابنة أخيه وهي اليمامة بنت كليب لما قتل:
وفي رواية أخرى أنه لما عاد العبدين إلى ابن أخيه الجرو وأخته اليمامة، قالا لهما أن عمهما قال أنشدهما هذا البيت:
فلم يفهم الجرو مغزى البيتين فنادى اليمامة فلما قال لها العبدان البيتين صاحت وقالت عمي لا يقول أبياتاً ناقصة وإنما أراد أن يقول لنا:
- أبو ليلى

وهي كنيته وذلك لأنه لم يكن له أولاد ذكور بل فتلقب بأكبر بناته وهي ابنته ليلى وله ابنة أخرى يقال لها عبيدة، وقد زوج ليلى لكلثوم بن مالك التغلبي فولدت له عمرو بن كلثوم بن مالك صاحب المعلّقة الشهيرة وزوج عبيدة لمعاوية الخير بن عمرو بن معاوية الجنبي المذحجي فأنجبت له بني عبيدة. وقد اختلف الرواة في أسماء بناته مع اتفاقهم على أنه لم يكن له من الذرية إلا ابنتان فقالوا ليلى وعبيدة وقالوا هند وعبيدة وقالوا سلمى وسليمى.

## أشعاره
كانت أشعار المهلهل هي وسيلة من وسائل الإثارة على الأخذ بالثأر، فقد كان يقيم لأخيه مناحة دائمة في شعره حتى تبقى الفجيعة به حية نابضة يشعر بها أفراد قبيلته كما يشعر بها هو نفسه، ومعظم القصائد التي رثا بها أخاه يصف فيها دموعه وعيونه المتقرحة ويكرر نداءه لأخيه ويذكر مآثره وكرمه وشجاعته، ومن أبرز أبيات شعره ما يلي:
وقال أيضاً:
و له أيضاً:
وأما القصيدة التي تبدأ ب (يقول الزير أبو ليلى المهلهل وقلب الزير قاسي لا يلينا) فهذه من الروايات الشعبية التي تم تأليفها في العصر العثماني، لأن القصيدة ليست على النظام العروضي ل الفراهيدي، فهي ليست من تأليف مهلهل، بل تنتمي إلى الشعر النبطي الحديث، وهي:

## عدي في السينما والتلفزيون
جسدت شخصية عدي ابن ربيعة (الزير سالم) في عدة أعمال تلفازية منها:
- مسلسل الزير سالم من بطولة سلوم حداد وسامر المصري وعابد فهد جسد الدور الممثل سلوم حداد.
- مسلسل الزير سالم (مسلسل 1984) من بطولة محمود ياسين ويوسف شعبان وفردوس عبد الحميد جسد الدور الممثل محمود ياسين.
- مسرحية الزير سالم من بطولة نبيل الحلفاوي وثريا إبراهيم جسد الدور الممثل نبيل الحلفاوي.
- مسلسل ملحمة الحب والرحيل يحكي قصة الزير سالم وحرب البسوس جسد الدور الممثل صلاح السعدني.

## وصلات خارجية
- بوابة الشعراء: ديوان عدي بن ربيعة المهلهل (الزير)